# 2 décembre 1985
Le lundi 2 décembre 1985 est le 336e jour de l'année 1985.

## Naissances
- Dorell Wright, joueur américain de basket-ball
- Alberto de la Bella, footballeur espagnol
- Pape Habib Sow, joueur de football sénégalais
- Sabina Veit, athlète slovène
- Benoît Denoyelle, joueur de rugby à XV français
- Bruce Graham, joueur canadien de hockey sur glace professionnel
- Benoît Quessandier, joueur de hockey sur glace français
- Amaury Leveaux, nageur français
- Michaela Jelínková, joueuse tchèque de volley-ball
- Nico Ihle, patineur de vitesse allemand
- Jean-Sébastien Bonvoisin, judoka français
- Lee Jee-young, golfeuse sud-coréenne

## Décès
- Aniello Dellacroce (né le 15 mars 1914), gangster italo-américain
- Heinz Hoffmann (né le 28 novembre 1910), général et homme politique est-allemand
- Philip Larkin (né le 9 août 1922), poète, romancier et critique de jazz anglais
- Joseph Than (né le 26 juillet 1903), scénariste et producteur américain
- Calixte Savoie (né le 23 août 1895), homme politique canadien
- Irineo Leguisamo (né le 20 octobre 1903), jockey uruguayen

## Autres événements
- Élections générales québécoises de 1985 débouchant sur la 33e législature du Québec
  - Monique Gagnon-Tremblay devient députée de Saint-François
  - Jean-Claude Gobé devient député de LaFontaine
- 9e session du Comité du patrimoine mondial
- Sortie de l'album Différences de Michel Berger
- Sortie du single Run to the Hills de l'album Live After Death